# Tour de França de 1972
L'edició del Tour de França de 1972, 59a edició de la cursa francesa, es disputà entre l'1 i el 23 de juliol de 1972, amb un recorregut de 3.846 km distribuïts en un pròleg i 20 etapes, 4 d'elles amb dos sectors.
Hi van prendre part 132 ciclistes repartits entre 12 equips d'11 corredors, dels quals 88 arribaren a París, sense que cap equip arribés al final amb l'equip al complet.
Aquesta edició es va iniciar amb una gran expectació per la previsible lluita entre Eddy Merckx i Luis Ocaña. Amb tot, una nova caiguda d'Ocaña al Col de l'Aubisque, durant la primera etapa pirinenca, va eliminar el ciclista espanyol com a candidat a la victòria final i va col·locar com a gran rival de Merckx el francès Cyrille Guimard, fins que una lesió al genoll de Guimard va deixar el camí lliure perquè Merckx guanyés el seu quart Tour consecutiu, convertint-se, d'aquesta manera, en el segon ciclista que ho aconseguia, després de Jacques Anquetil.

## Resultats

### Classificació general
| Classificació General                 | Classificació General | Classificació General | Classificació General |
| ------------------------------------- | --------------------- | --------------------- | --------------------- |
| 1.                                    | Eddy Merckx           | Bèlgica               | 108h 17' 18"          |
| 2.                                    | Felice Gimondi        | Itàlia                | + 10' 41"             |
| 3.                                    | Raymond Poulidor      | França                | + 11' 34"             |
| 4.                                    | Lucien van Impe       | Bèlgica               | + 16' 45"             |
| 5.                                    | Joop Zoetemelk        | Països Baixos         | + 19' 09"             |
| 6.                                    | Mariano Martínez      | França                | + 21' 31"             |
| 7.                                    | Yves Hézard           | França                | + 21' 52"             |
| 8.                                    | Joaquim Agostinho     | Portugal              | + 34' 16"             |
| 9.                                    | Bernard Thévenet      | França                | + 37' 11"             |
| 10.                                   | Edward Janssens       | Bèlgica               | + 42' 33"             |
| 132 participats, 88 acabaren la cursa |                       |                       |                       |

### Gran Premi de la Muntanya
| 1r | Lucien Van Impe   | 229 pts |
| 2n | Eddy Merckx       | 211 pts |
| 3r | Joaquim Agostinho | 163 pts |

### Classificació de la Regularitat
| 1r | Eddy Merckx    | 196 pts |
| 2n | Rik van Linden | 135 pts |
| 3r | Joop Zoetemelk | 132 pts |

### Classificació per equips
| 1r | Gan-Mercier |

### Classificació de la combinada
| 1r | Eddy Merckx |

### Etapes
| Etapa   | Data         | Recorregut                    | km         | Guanyador         | Líder           |
| Pròleg  | 1 de juliol  | Angers                        | 7,2 (CRI)  | Eddy Merckx       | Eddy Merckx     |
| 1ª      | 2 de juliol  | Angers-Saint-Brieuc           | 233,5      | Cyrille Guimard   | Cyrille Guimard |
| 2ª      | 3 de juliol  | Saint-Brieuc-La Baule         | 206,5      | Rik van Linden    | Cyrille Guimard |
| 3ª (a)  | 4 de juliol  | Pornichet-Saint-Jean-de-Monts | 161        | Ercole Gualazzini | Cyrille Guimard |
| 3ª (b)  | 4 de juliol  | Circuit de Merlin Plage       | 16,2 (CRE) | Molteni           | Eddy Merckx     |
| 4ª      | 5 de juliol  | Merlin Plage-Royan            | 236        | Cyrille Guimard   | Cyrille Guimard |
| 5ª (a)  | 6 de juliol  | Royan-Bordeus                 | 133,5      | Walter Godefroot  | Cyrille Guimard |
| 5ª (b)  | 6 de juliol  | Bordeus Circuit du Lac        | 12,7 (CRI) | Eddy Merckx       | Cyrille Guimard |
| 6ª      | 7 de juliol  | Bordeus-Baiona                | 205        | Leo Duyndam       | Cyrille Guimard |
| 7ª      | 9 de juliol  | Baiona-Pau                    | 220,5      | Yves Hézard       | Cyrille Guimard |
| 8ª      | 10 de juliol | Pau-Banhèras de Luishon       | 163,5      | Eddy Merckx       | Eddy Merckx     |
| 9ª      | 11 de juliol | Banhèras de Luishon-Colomiers | 179        | Jos Huysmans      | Eddy Merckx     |
| 10ª     | 12 de juliol | Castres-La Grande Motte       | 210        | Willy Teirlinck   | Eddy Merckx     |
| 11ª     | 13 de juliol | Carnon Plage-Ventor           | 207        | Bernard Thévenet  | Eddy Merckx     |
| 12ª     | 14 de juliol | Carpentras-Orcières-Merlette  | 192        | Lucien Van Impe   | Eddy Merckx     |
| 13ª     | 15 de juliol | Orcières-Merlette-Briançon    | 201        | Eddy Merckx       | Eddy Merckx     |
| 14ª (a) | 16 de juliol | Briançon-Coll del Galibier    | 51         | Eddy Merckx       | Eddy Merckx     |
| 14ª (b) | 16 de juliol | Valloire-Aix-les-Bains        | 151        | Cyrille Guimard   | Eddy Merckx     |
| 15ª     | 17 de juliol | Aix-les-Bains-Le Revard       | 28         | Cyrille Guimard   | Eddy Merckx     |
| 16ª     | 19 de juliol | Aix-les-Bains-Pontarlier      | 198,5      | Willy Teirlinck   | Eddy Merckx     |
| 17ª     | 20 de juliol | Pontarlier-Ballon d'Alsace    | 213        | Bernard Thévenet  | Eddy Merckx     |
| 18ª     | 21 de juliol | Vesoul-Auxerre                | 257,5      | Marinus Wagtmans  | Eddy Merckx     |
| 19ª     | 22 de juliol | Auxerre-Versalles             | 230        | Joseph Bruyère    | Eddy Merckx     |
| 20ª (a) | 23 de juliol | Versalles-Versalles           | 42 (CRI)   | Eddy Merckx       | Eddy Merckx     |
| 20ª (b) | 23 de juliol | Versalles-París               | 89         | Willy Teirlinck   | Eddy Merckx     |